# Carl Friedrich Petersen

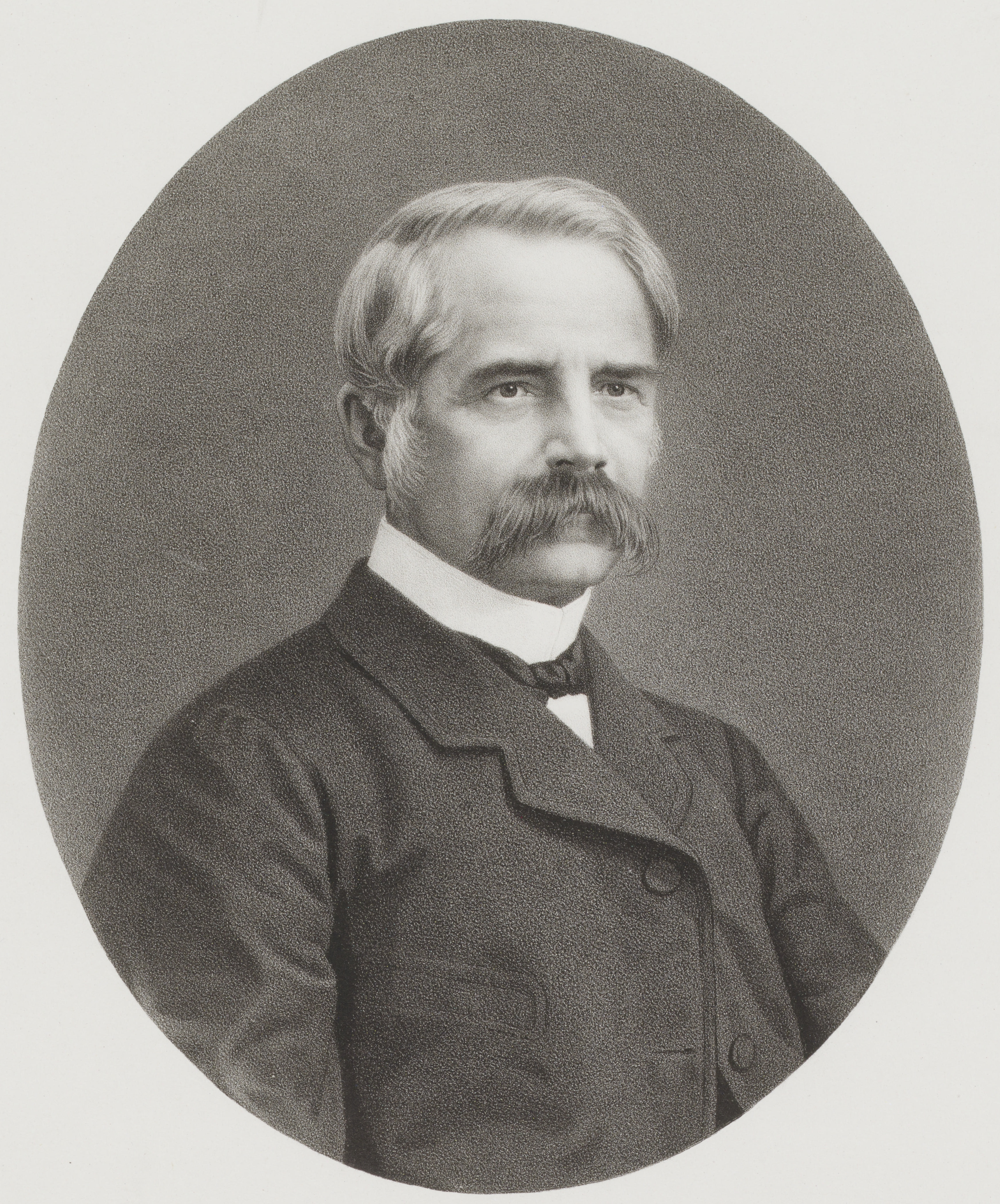
Petersen als Senator, Lithografie von Heinrich Aschenbrenner

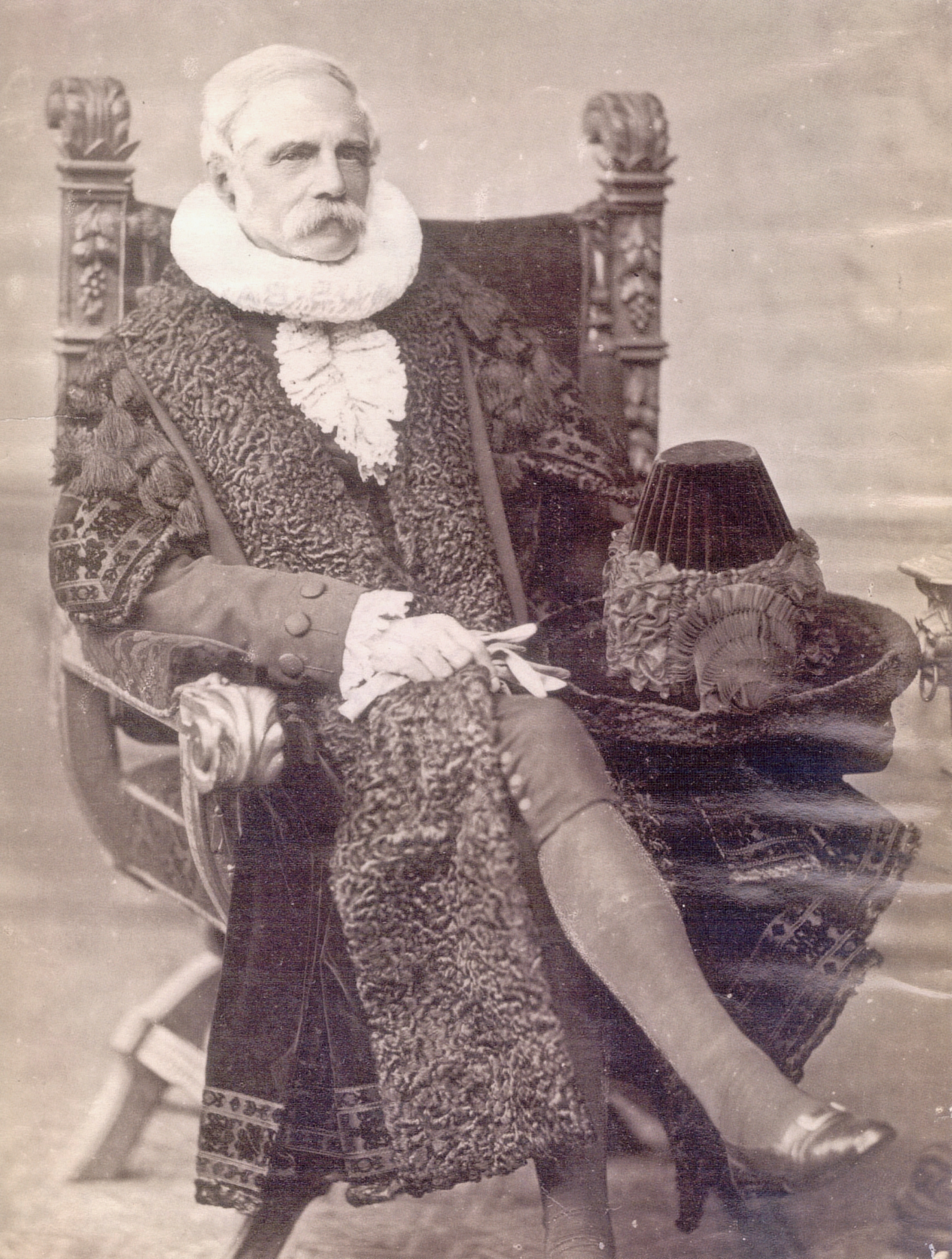
Petersen als Bürgermeister, Fotografie von Rudolf Dührkoop

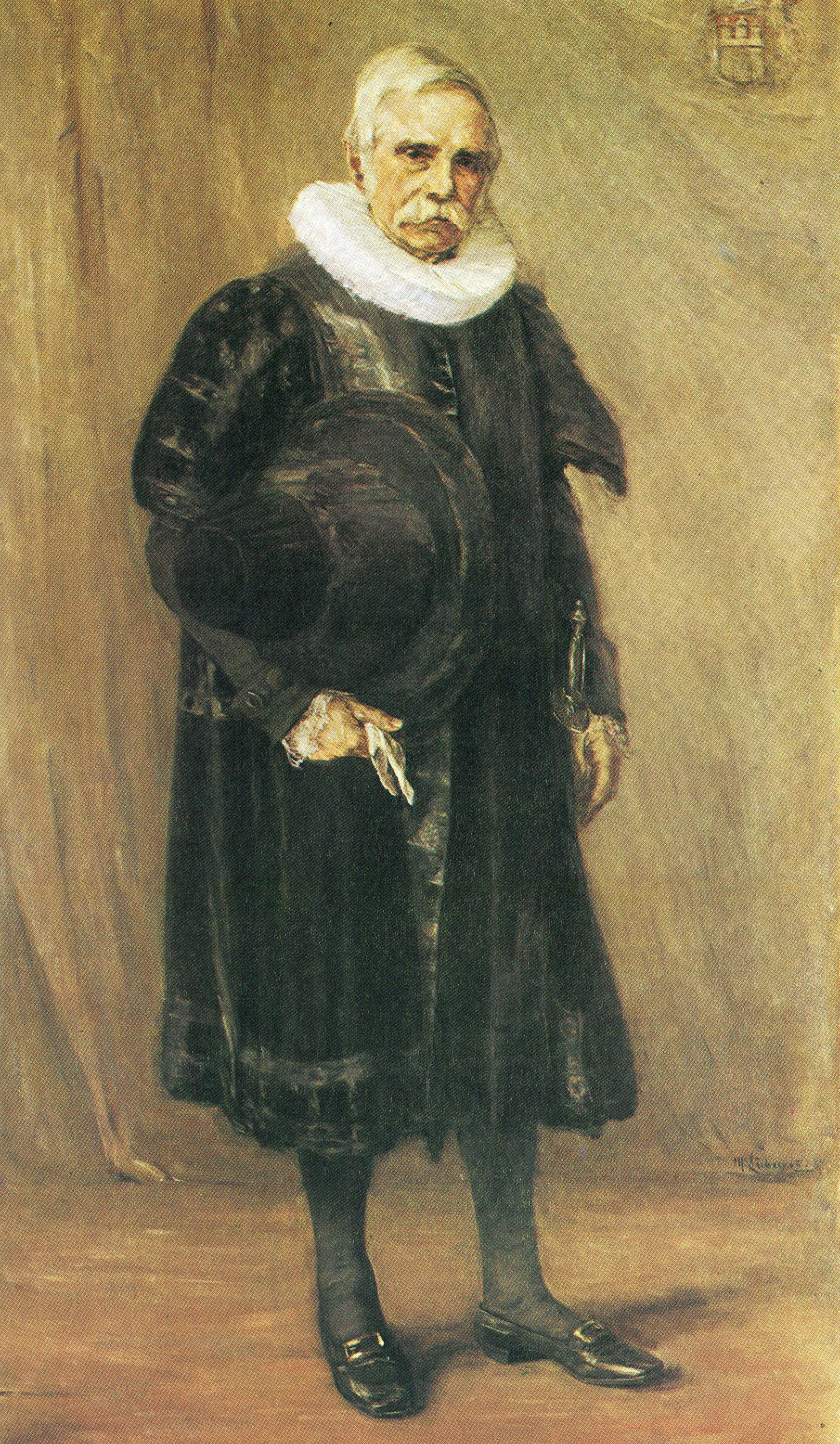
Petersen-Porträt 1891 von Max Liebermann; von Petersen und seiner Familie als zu lebensecht abgelehnt. Hamburger Kunsthalle.

Carl Friedrich Petersen (* 6. Juli 1809 in Hamburg; † 14. November 1892 ebenda) war ein Jurist und Erster Bürgermeister von Hamburg.

## Leben

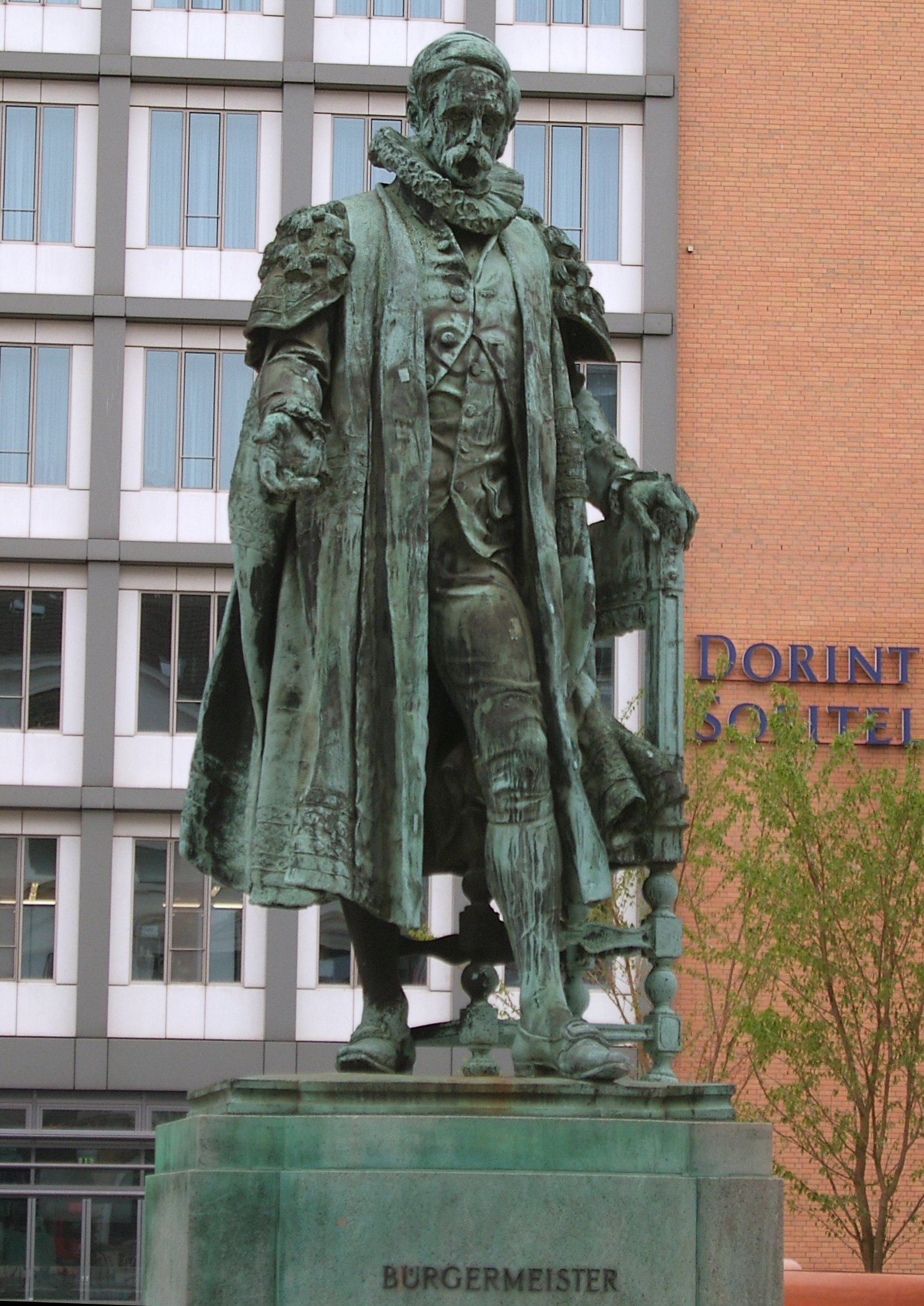
Petersen-Denkmal am Neuen Wall

Carl Friedrich Petersens Vater, Marcus Hermann Petersen, (* 12. Februar 1784 in Hamburg; † 9. Februar 1860 ebenda) war Stadtbuchschreiber in Hamburg, eine Art Grund- und Hypothekbuchbeamter. Petersen verlebte seine Schulzeit von 1819 bis Ostern 1826 auf dem Johanneum, anschließend besuchte er bis Ostern 1827 das Akademische Gymnasium.
Ab Ostern 1827 studierte Petersen an der Universität Göttingen Rechtswissenschaften. Zum Wintersemester desselben Jahres wechselte er nach Heidelberg, dort schloss er seine Studien am 21. Mai 1830 mit dem Doktorgrad ab. Er war Mitglied der Corps Hansea Göttingen, Hansea Heidelberg (das er mitgestiftet hatte und aus dem 1842 das Corps Vandalia hervorging) und Saxo-Borussia Heidelberg. In Heidelberg lernte Petersen Gustav Heinrich Kirchenpauer, der später auch mit ihm dem Hamburger Senat angehörte, kennen und freundete sich mit ihm an.
1831, nach einem längeren Aufenthalt in Paris, erlangte Petersen das Hamburger Bürgerrecht, um sich als Anwalt in Hamburg niederzulassen. Er wurde dort am 22. Juli 1831 als Advokat immatrikuliert. Petersen war dann als Anwalt tätig und heiratete am 23. September 1837 Kathinka Hasche (* 19. März 1813 in Hamburg; † 4. September 1863 ebenda). Er übte zahlreiche Ehrenämter aus, unter anderem war er Armenpfleger, und er arbeitete mit an der Herausgabe sämtlicher Hamburger Gesetze und Statuten. Während des Hamburger Brandes 1842 rettete er zusammen mit seinem Vater die Grundbücher aus dem Rathaus vor den Flammen. Nach dem Brand engagierte Petersen sich stark beim Wiederaufbau, er trat unter anderem für die Anstellung von William Lindley und für die Ausführung von dessen Plänen für das Sielwesen ein. Von 1844 bis 1855 war er Syndicus der Berlin-Hamburger Eisenbahn Gesellschaft.
Petersen trat 1848 in die Patriotische Gesellschaft ein, wurde später auch ihr Präsident. Als in Hamburg ab 1849 die Frage einer neuen Verfassung beraten wurde, gehörte Petersen der Neuner-Kommission an, die vom Senat die Aufgabe bekommen hatte, die von der Hamburger Konstituante vorgeschlagenen Verfassungsentwürfe zu prüfen. Während dieser Zeit befürwortete Petersen auch ein Bündnis mit Preußen. Am 7. Februar 1855 wurde er zum Senator berufen. Er war vor allem im Justizwesen tätig.
Ab 1858 war Petersen an Stelle Kirchenpauers für Verfassungsfragen zuständig, er verhandelte auch mit der ersten, 1860 gewählten Hamburger Bürgerschaft über die neue Hamburger Verfassung, die nach einem Kompromiss 1861 beschlossen wurde. Nach der Neuordnung und dem Ausscheiden einiger älterer Senatsmitglieder wurde Petersen ab 1861 1. Polizeiherr und damit Leiter der Inneren Verwaltung. Petersen erreichte auch die Errichtung des Allgemeinen Krankenhauses Eppendorf, das 1889 eingeweiht werden konnte.
1866 sorgte Petersen dafür, dass im Deutschen Krieg die Hamburger Bürgerschaft ein Truppenkontingent auf Seiten Preußens stellte. Damit war Hamburg fester Bündnispartner Preußens geworden, das siegreich aus der Auseinandersetzung hervorging.
Petersen wurde erstmals 1876 zum Ersten Bürgermeister gewählt und im folgenden Jahr wieder (→Hamburger Senat 1861–1919). In den Jahren 1879/80, 1882/83, 1885/86, 1888/89 und 1891/92 war er Zweiter und Erster Bürgermeister. Er verstarb 1892 nach langer schwerer Krankheit im Amt.

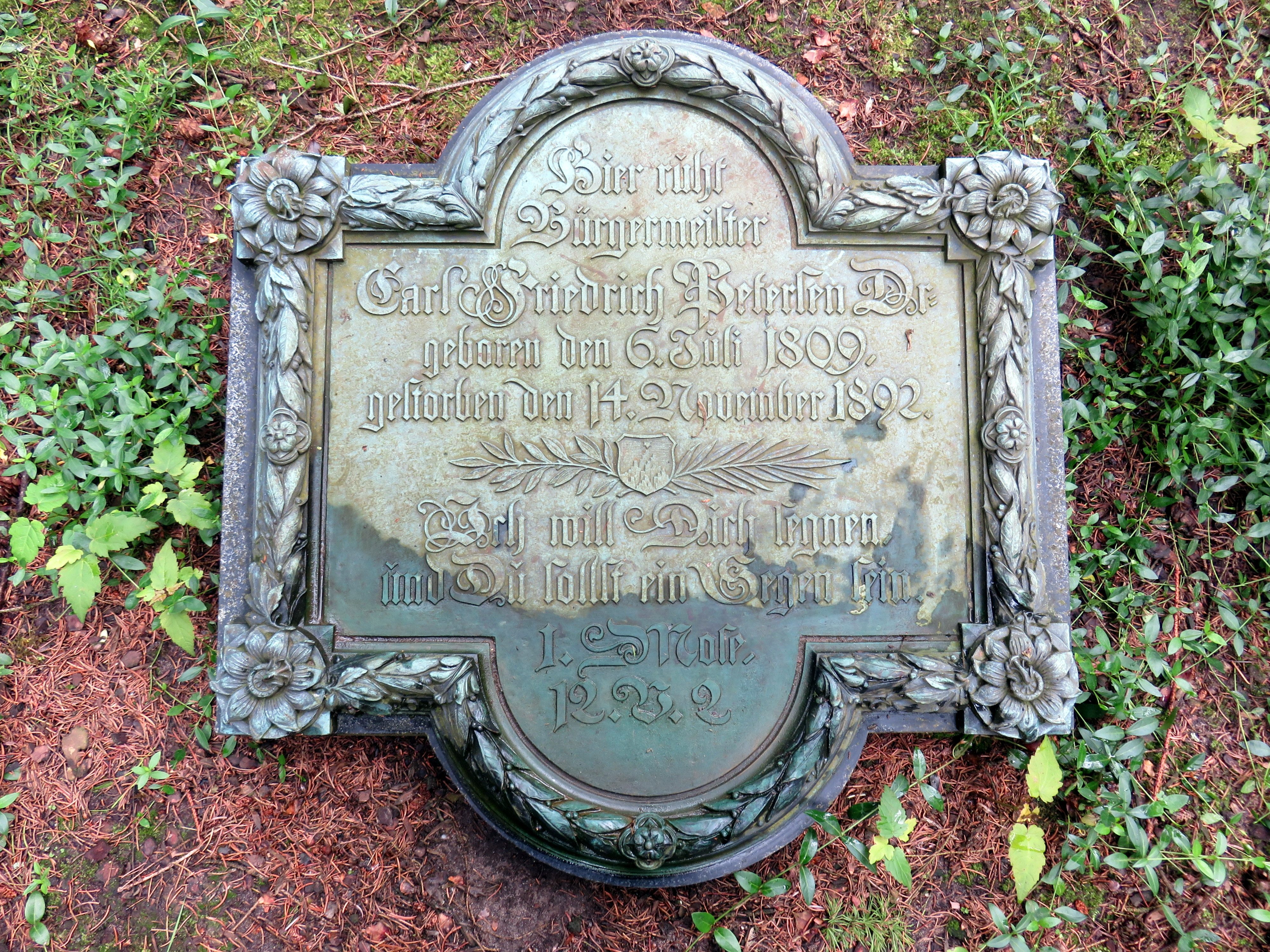
Kissengrabstein in Familiengrabanlage Bürgermeister Petersen, Friedhof Ohlsdorf

Petersen hat sich auch um das Hamburger Theaterwesen verdient gemacht. Nachdem seine Frau Kathinka 1863 verstorben war, wurde sein Haushalt von seiner Tochter Antonie (* 23. März 1840 in Hamburg; † 20. September 1909 ebenda) geführt. Auf ihre Initiative hin wurde Johannes Brahms 1889 die Ehrenbürgerschaft von Hamburg verliehen.
Sein jüngster Sohn Rudolph (1848–1915) war Mitinhaber und Direktor der  Norddeutschen Bank. Petersens ältester Sohn Gustav (* 19. Oktober 1838 in Hamburg; † 30. April 1911 ebenda) war verheiratet mit Anna Maria (1842–1909), einer Tochter des Bankiers Leopold Wilhelm Behrens (L. Behrens & Söhne). Aus dieser Ehe gingen die Bürgermeister Carl Wilhelm Petersen und Rudolf Petersen hervor.
Petersen gehörte neben Kirchenpauer und Johannes Versmann zu den bedeutendsten Hamburger Politikern des 19. Jahrhunderts. Kaum jemand hatte so viele Jahre das Amt des Ersten Bürgermeisters inne wie er.

## Ehrungen
Petersen wurde bereits kurz nach seinem Tod mit einem Denkmal auf dem Neuen Wall geehrt, außerdem ziert seine Büste die Fassade des Hamburger Rathauses. 
In jüngerer Zeit wurde der Petersenkai im Stadtteil HafenCity nach Carl Friedrich Petersen benannt. Im August 2017 beschloss der Hamburger Senat, einige bereits vorhandene Straßenschilder mit einem Informationsschild zu versehen, um auf diese Weise zusätzlich die weiblichen Angehörigen zu ehren, dies betrifft auch Petersens Tochter, die Kunstförderin und Wohltäterin Toni Petersen.